# Кваліфікаційні нормативи на Чемпіонат світу з легкої атлетики 2017
Кваліфікаційні нормативи на чемпіонат світу з легкої атлетики є встановленими ІААФ умовами (результатами), яких має бути дотримано (досягнуто) атлетами у встановлений період для того, щоб відповідні національні федерації мали право заявити їх для участі в чемпіонаті.
Кваліфікаційні нормативи на Чемпіонат світу з легкої атлетики 2017 були затверджені Радою ІААФ у березні та листопаді 2016 року.

## Вимоги до віку атлетів
За умови виконання нормативу:
- атлети старше 20 років можуть бути заявлені без обмеження по дисциплінах;
- атлети у віці 18 або 19 років (ті, хто народились у 1999 або 1998 роках) можуть бути заявлені до будь-якої дисципліни, крім марафонського бігу та спортивної ходьби на 50 кілометрів;
- атлети у віці 16 або 17 років (ті, хто народились у 2001 або 2000 роках) можуть бути заявлені до будь-якої дисципліни, крім метань, багатоборств, бігу на 10000 метрів, марафонського бігу та спортивної ходьби;
- атлети у віці до 16 років (ті, хто народились у 2002 році або пізніше) заявлені бути не можуть.

## Індивідуальні нормативи
Норматив для участі у індивідуальній дисципліні (будь-яка дисципліна чемпіонату, крім естафет) може бути виконаний в один з наступних способів:
- шляхом досягнення кваліфікаційного результату у встановлений період;
- шляхом посідання відповідного місця на одному з нижчеперелічених змагань:
  - для будь-якої індивідуальної дисципліни, крім марафонського бігу: 1 місце на континентальній першості;
  - для бігу на 10000 метрів: 1-15 місце у забігах дорослих на Чемпіонаті світу з кросу 2017;
  - для багатоборств: 1-3 місця в загальному заліку IAAF Combined Events Challenge[en] 2016;
  - для спортивної ходьби на 20 кілометрів: 1-3 місця в загальному заліку IAAF World Race Walking Challenge[en] 2016;
  - для спортивної ходьби на 50 кілометрів: 1-3 місця на Командному чемпіонаті світу зі спортивної ходьби 2016[en];
  - для марафонського бігу: 10 найкращих спортсменів за результатами, які вони показали на марафонах серії IAAF Gold Label[en];
- шляхом перемоги у відповідній дисципліні на попередньому чемпіонаті світу з легкої атлетики або у загальному заліку Діамантової ліги чи IAAF Hammer Throw Challenge[en] 2016 року, за умови, що національна федерація включила атлета до заявки на чемпіонат. Якщо чемпіон світу у відповідній дисципліні та переможець у заліку Діамантової ліги чи IAAF Hammer Throw Challenge[en] у ній є атлетами однієї країни, дозволяється заявити тільки одного з них. Атлетів, які підпадають під цей критерій, дозволяється заявляти додатково до трьох атлетів, які показали кваліфікаційний результат;
- крім бігу на 10000 метрів, марафонського бігу та спортивної ходьби, шляхом знаходження атлета у найвищих пунктах світового рейтинга поточного року (за результатом) у відповідній дисципліні за умови недобору атлетів до встановленої ІААФ квоти в цій дисципліні за попередніми трьома критеріями.

Національна федерація, атлети якої не досягли індивідуального нормативу у будь-який з вищеперелічених способів, має право заявити одного атлета у відповідній дисципліні (крім шосейних дисциплін, метань, бігу на 10000 метрів та бігу на 3000 метрів з бар'єрами).

## Естафетні нормативи
Норматив для участі в естафетній дисципліні може бути виконаний в один з наступних способів:
- шляхом посідання 1-8 місць на Світових естафетах 2017;
- шляхом знаходження команди у найвищих пунктах світового рейтинга (за результатом) у відповідній дисципліні для добору команд до встановленої ІААФ квоти в цій дисципліні на місця, що залишились (інші 8 місць).

## Кваліфікаційний період
Нормативів має бути досягнуто у період з 1 жовтня (для бігу на 10000 метрів, марафонського бігу, спортивної ходьби, естафет та багатоборств, для яких встановлений подовжений період — з 1 січня) 2016 року до 23 липня 2017 року. Для спортивної ходьби на 50 кілометрів у жінок термін закінчення кваліфікаційного періоду був встановлений на 25 липня 2017 року.

## Кваліфікаційні результати
Для отримання права бути заявленим на чемпіонат, основна частина атлетів повинна показати впродовж кваліфікаційного періоду нижченаведені результати. ІААФ добиратиме атлетів за їх найкращими результатами в сезоні до заповнення квоти у відповідній дисципліні, якщо тих, хто виконає індивідуальний норматив виявиться менше встановленої квоти.
| Дисципліна                     | Чоловіки          | Жінки             | Квота (атлетів/команд) |
| ------------------------------ | ----------------- | ----------------- | ---------------------- |
| 100 метрів                     | 10,12             | 11,26             | 56                     |
| 200 метрів                     | 20,44             | 23,10             | 56                     |
| 400 метрів                     | 45,50             | 52,10             | 48                     |
| 800 метрів                     | 1.45,90           | 2.01,00           | 48                     |
| 1500 метрів (1 миля)           | 3.36,00 (3.53,40) | 4.07,50 (4.26,70) | 45                     |
| 3000 метрів з перешкодами      | 8.32,00           | 9.42,00           | 45                     |
| 5000 метрів                    | 13.22,60          | 15.22,00          | 40                     |
| 10000 метрів                   | 27.45,00          | 32.15,00          | -                      |
| 110 (100) метрів з бар'єрами   | 13,48             | 12,98             | 40                     |
| 400 метрів з бар'єрами         | 49,35             | 56,10             | 40                     |
| Стрибки у висоту               | 2,30 м            | 1,94 м            | 32                     |
| Стрибки з жердиною             | 5,70 м            | 4,55 м            | 32                     |
| Стрибки у довжину              | 8,15 м            | 6,75 м            | 32                     |
| Потрійний стрибок              | 16,80 м           | 14,10 м           | 32                     |
| Штовхання ядра                 | 20,50 м           | 17,75 м           | 32                     |
| Метання диску                  | 65,00 м           | 61,20 м           | 32                     |
| Метання молоту                 | 76,00 м           | 71,00 м           | 32                     |
| Метання спису                  | 83,00 м           | 61,40 м           | 32                     |
| Марафонський біг               | 2:19.00           | 2:45.00           | -                      |
| Десятиборство / Семиборство    | 8100              | 6200              | 32                     |
| Спортивна ходьба 20 кілометрів | 1:24.00           | 1:36.00           | -                      |
| Спортивна ходьба 50 кілометрів | 4:06.00           | 4:30.00           | -                      |
| 4х100 метрів                   | -                 | -                 | 16                     |
| 4х400 метрів                   | -                 | -                 | 16                     |